# Zenithal Hourly Rate
Die Zenithal Hourly Rate (ZHR, deutsch etwa zenitale stündliche Rate) eines Meteorstroms ist die Anzahl der Meteore, die ein einzelner Beobachter innerhalb einer Stunde unter einem Himmel mit der visuellen Grenzhelligkeit 6,5m sieht, wenn der Radiant des Stroms genau im Zenit steht und sich kein Hindernis im Blickfeld befindet.
Da diese  Idealsituation nicht exakt vorkommen kann, ist die wahre, beobachtete Rate {\displaystyle {\tfrac {N}{t}}} immer niedriger als die theoretische Zenithal Hourly Rate:
{\displaystyle ZHR>{\frac {N}{t}}}
mit
- {\displaystyle N}: Anzahl der beobachteten Meteore
- {\displaystyle t}: Beobachtungszeit in Stunden.

Mittels der folgenden Formel lässt sich die beobachtete Rate näherungsweise in die Zenithal Hourly Rate umrechnen: 
{\displaystyle ZHR\approx {\frac {N}{t}}\cdot {\frac {r^{6,5-m_{gr}}}{\sin h}}}
mit
- {\displaystyle r} (>1): Populationsindex, d. h. Helligkeitsverteilung des beobachteten Meteorstroms
- {\displaystyle m_{gr}}: Grenzhelligkeit der schwächsten, mit bloßem Auge beobachtbaren Sterne bei der aktuellen Beobachtung
- {\displaystyle h}: Höhenwinkel des Radianten des beobachteten Meteorstroms über dem Horizont, gemessen zur Mitte des Beobachtungszeitraums.

Da die aktuelle Grenzgröße {\displaystyle m_{gr}} oft unterhalb der sehr optimistischen 6,5 Magnituden liegen wird, die für die ZHR selbst gelten, ergibt sich in o. g. Formel ein Exponent > 0 für den Populationsindex {\displaystyle r}.